# Bisdom Metuchen
Het bisdom Metuchen (Latijn: Dioecesis Metuchensis) is een rooms-katholiek bisdom met als zetel Metuchen, in de Amerikaanse staat New Jersey. Het bisdom is suffragaan aan het aartsbisdom Newark. 

## Geschiedenis
Het bisdom werd opgericht op 19 november 1981, uit delen van het bisdom Trenton. 

## Parochies
Het bisdom had in 2021 een oppervlakte van 3.688 km2 en telde 1.410.087 inwoners waarvan 44,0% rooms-katholiek was.

## Bisschoppen
- Theodore Edgar McCarrick (19 november 1981 - 30 mei 1986; kardinaal in 2001, terugtreden als kardinaal in 2018, teruggezet in de lekenstand in 2019)
- Edward Thomas Hughes (11 december 1986 - 8 juli 1997)
- Vincent DePaul Breen (8 juli 1997 - 4 januari 2002)
  - John Mortimer Fourette Smith (apostolisch administrator: 10 september 2001 - 19 maart 2002)
- Paul Gregory Bootkoski (4 januari 2002 - 8 maart 2016)
- James Francis Checchio (8 maart 2016 - heden)

## Galerij van afbeeldingen

Wapen van het bisdom
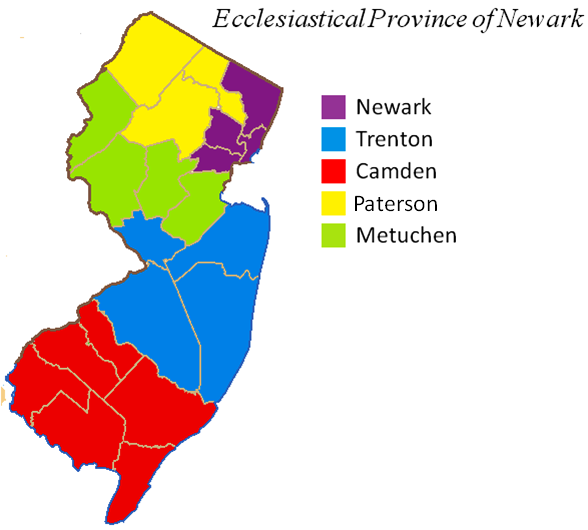
Kerkprovincie met aartsbisdom en suffragane bisdommen

Newark (aartsbisdom) · Camden · Metuchen · Paterson · Trenton